# Yauli (Jauja)

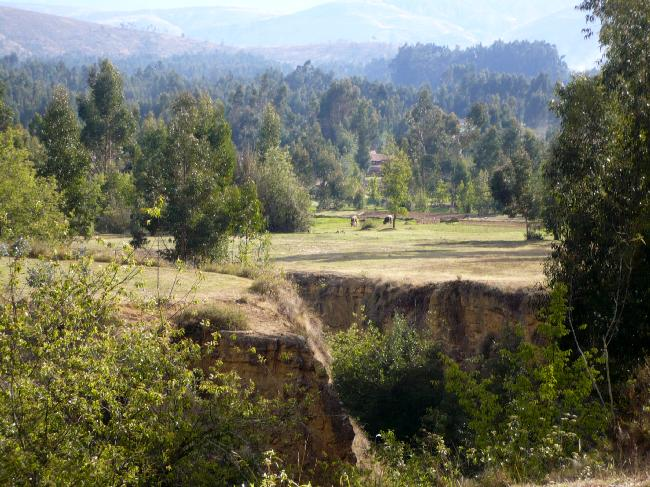
a bela paisagem de Yauli

Yauli é um distrito da província de Jauja, localizado do Departamento de Junín, Peru.

## Transporte
O distrito de Yauli é servido pela seguinte rodovia:
- JU-103, que liga o distrito de Palca à cidade de Jauja[2][3][4]